# Izaskun Bengoa
Izaskun Bengoa Pérez (* 14. März 1975 in Bilbao) ist eine spanische Nordic-Walking-Sportlerin und ehemalige Radrennfahrerin.

## Sportlicher Werdegang
1993 wurde Izaskun Bengoa spanische Junioren-Meisterin im Straßenrennen.  1995 wurde sie jeweils Dritte im Straßenrennen sowie im Einzelzeitfahren der nationalen Meisterschaft der Frauen. Im Jahr darauf errang sie den Titel der Straßenmeisterin und belegte im Zeitfahren erneut Rang drei. Ebenfalls 1996 startete sie bei den Olympischen Spielen in Atlanta im Straßenrennen sowie im Punktefahren auf der Bahn, gab aber bei beiden Rennen auf.
1997 wurde Bengoa zweifache spanische Meisterin, im Straßenrennen sowie im Zeitfahren. Im selben Jahr startete sie bei den europäischen Straßenmeisterschaften in Villach und wurde Vize-Europameisterin (U23) im Einzelzeitfahren sowie Dritte im Straßenrennen. Nachdem sie 1998 nochmals jeweils spanische Vize-Meisterin in beiden Straßendisziplinen geworden war, beendete sie ihre sportliche Laufbahn.
Seit 2019 betreibt Bengoa Nordic Walking als Wettkampfsport. 2024 wurde sie in dieser Disziplin spanische Meisterin. Sie engagiert sich zudem für die Gründung eines internationalen Verbandes.